# Карфиол
Карфиол (Brassica oleracea var. botrytis) или цветача је један од култивара (узгојених сорти) дивљег купуса. Назив потиче од италијанске речи cavoli fiori. Пореклом је из Мале Азије и Медитерана. Ово је једногодишња биљка која се репродукује семеном. Типично се само глава једе – јестива бела маса се понекад назива „сирина” (услед сличног изгледа са сиром).

## Историја
Плиније Старији је уврстио cyma међу култивисане биљке које је описао у Природној историји: „Ex omnibus brassicae generibus suavissima est cyma“ („Од свих сорти купуса најпријатнијег је укуса карфиола“). Плинијев опис се вероватно односи на цветне главе раније култивисане сорте Brassica oleracea.
У средњем веку, рани облици карфиола су били повезани са острвом Кипар, а арапски ботаничари из 12. и 13. века Ибн ал-Авам и Ибн ал-Бајтар су тврдили да је његово место порекла Кипар. Ова асоцијација се наставила у Западној Европи, где је карфиол понекад био познат и као кипарски купус, и постојала је интензивна трговина у западној Европи семеном карфиола са Кипра, под француским Лизињанским владарима острва, све до 16. века.
Франсоа Пјер Ла Варен је користио карфиол у француској кухињи. Карфиол је поново у Француску уведен из Ђенове у 16. веку и представљен је у Театру пољопривреде Оливијеа де Сера (1600), као каули-фиори „како га зову Италијани, који су још увек прилично ретки у Француској; они држе почасно место у башти због њихове деликатности“, али се нису обично појављивали на великим трпезама све до времена Луја XIV. У Индију су га 1822. године унели Британци.

## Значај
Карфиол је једногодишња купусњача, припада групи најквалитетнијег поврћа код кога се за исхрану користи неразвијена збијена цваст (глава, „ружа”)најчешће беле боје. Карфиол карактерише задебљало и скраћено стабло и сочна (најчешће бела) дршка цвасти, ради које се узгаја. Наведени сочни делови биљке користе се у исхрани људи. „Ружа” може се јести свежа, кувана или укисељена (у туршији).
Јестиви делови могу садржати много сирових протеина са значајним садржајем есенцијалних аминокиселина, витамина C, а посебно витамина B2, гвожђа и фосфора. Енергетска вредност карфиола је (98кЈ).

## Морфолошке особине
- Корен карфиола је вретенаст и разгранат, слабије развијен него код купуса.

- Стабло је висине 20-80 cm.
- Лист је крупан, елипсастог облика глатке површине са слабије или јаче назубљеним ивицама. Листови розете су седећи, тамнозелене или сивозелене боје са израженом нерватуром.
- Ружа настаје када карфиол има 9-12 листова и као резултат интензивног раста вршног пупољка. Ружа је бела, светложуте, зелене или црвене боје, слабије, јаче или потпуно прекривена листовима розете. Деловањем директног Сунчевог зрачења мења боју,при чиме се губи квалитет. Из доњих и горњих делова руже образује се цветна стабла.

- Цвет је ситан као и код осталих купусњача.
- Цваст је разграната метлица.

Сорте карфиола су:
- ерфуртски тип
- италијански тип
- ерфуртски рани тип
- снежна груда  тип
- дански екснопм тип
- трогирски касни тип

## Услови успевања
Карфиол је осетљив на високе температуре. Оптимална температура за раст је 18 °C, док на 25 °C долази до заустављања раста и цветања. Најбоље успева на влажност земљишта од 80% ПБК и 85% релативне влажности ваздуха. Најбоље успева на средње тешким плодним земљиштима неутралним до слабо киселе реакције земљишта.

## Технологија производње
Карфиол се гаји на првом месту у продореду уз ђубрење оранским ђубривом. Добре преткултуре су легуминозе, салата, спанаћ, кромпир, а не треба га гајити после биљака из исте фамилије. Најчешће се гаји из расада. За садњу карфиола на 1ha потребно је 300-400 семена. Ране и средњоране сорте саде се на растојању редова 50-70cm, у реду 45-60cm, а касне на веће растојање 60-70cm. У пролеће сади се током априла, а крајем јуна и почетком јула за јесењу бербу. 
Карфиол захтева довољно влаге у земљишту и зато се редовно залива(2-6 пута зависно од времена и услова гајења) Редовно заливање обезбеђује неопходну потребу „руже” за релативну влажност ваздуха. Бере се у технолошкој зрелости, а може се започети када „ружа” има пречник 10-15cm. Бере се при сувом времену одсецањем „руже” са или без неколико листова розете.
- Производња семена у континенталним условима је тешка због дуге вегетације и осетљивости на високе температуре у фази цветања. Производња се у континенталним условима започиње зимском сетвом и пикирањем у засићено простору са грејањем, и раном садњом у пролеће и то развијеног расада у фази 10-12 листа. Садња се обавља на растојању од 50-70 cm и у реду 40-50cm. У медитеранском подручју сетва је крајем септембра, а садња у октобру. Сазревање семена је крајем јула са оствареним приносом од 200-400kg/hа.

## Ботаничка класификација карфиола[13]
Класификација се врши на основу хабитуса биљке, својства листова и цвасти:
- Ерфутска – дуги листови, беле цвасти, слабо заштићене, склоне разрастању (нпр. сорта Супримаx);
- Алфа – велики број листова и слабо заштићена цваст (новије сорте добро заштићене);
- Мецхелсе – Белгијске сорте, срдење бујне за производњу у заштићеном простору;
- Лецерф – Француског порекла, бујног пораста и неуједначених цвасти;
- Јесењи оријаши – изразито бујне биљке, добро заштићена цваст, приносне, пореклом са Медитерана;
- Талијански оријаши – зимске сорте бујног раста и добро заштићених цвасти;
- Wалцхерсе – отпорна на ниске температуре ( у фази розете и до -10 °C).

## Фитохемикалије
Карфиол садржи неколико нехранљивих фитокемикалија уобичајених у породици купуса које су под прелиминарним истраживањима у погледу њихових потенцијалних својстава, укључујући изотиоцијанате и глукозинолате. Кување смањује нивое глукозинолата карфиола, док друге методе припреме, као што су кухање на пари, микроталасном пећницом и пржење уз мешање, немају значајан утицај на ниво глукозинолата.

## Кухиња
Главице карфиола могу се динстати, пећи на роштиљу, кувати, пржити, кувати на пари, киселити или јести сирове. Приликом кувања обично се уклањају спољашњи листови и дебеле стабљике, остављајући само цветове (јестива „скута“ или „глава“). Листови су такође јестиви, али се често одбацују.
Карфиол је нискокалорична алтернатива пиринчу и брашну без глутена. Између 2012. и 2016. године, производња карфиола у Сједињеним Државама порасла је за 63%, а продаја производа на бази карфиола порасла је за 71% између 2017. и 2018. Карфиолски пиринач карфиола се прави пулсирањем цветова карфиола и кувањем у уљу. Карфиолска кора за пицу се прави од карфиолског брашна и популарна је у пицеријама. Пире од карфиола је алтернатива пиреу од кромпира са ниским садржајем угљених хидрата.

## Фрактална димензија
Математичари су заинтересовани за карфиол због његове особене фракталне димензије, која је израчуната на отприлике 2,8. Једно од фракталних својстава карфиола је да је свака грана, или „модул”, слична целом карфиолу. Још један квалитет, такође присутан код других биљних врста, јесте да је угао између „модула“, како се они све више удаљавају од центра, 360 степени подељено златним пресеком.